# Amfreville-Saint-Amand
Amfreville-Saint-Amand è un comune francese di nuova costituzione, sito in Normandia, nel dipartimento dell'Eure. È stato creato dal 1º gennaio 2016 accorpando i comuni di Amfreville-la-Campagne e Saint-Amand-des-Hautes-Terres, che ne sono diventati comuni delegati.